# Моренговий лорі
Моренговий ло́рі (Pseudeos) — рід папугоподібних птахів родини Psittaculidae. Представники цього роду мешкають на Новій Гвінеї та на Соломонових островах. Раніше рід вважався монотиповим і включав лише моренгового лорі, однак за результатами молекулярно-філогенетичного дослідження 2015 року лорі-кардинал, якого раніше відносили до роду Новогвінейський лорі (Chalcopsitta), був переведений до роду Pseudeos.

## Види
Виділяють два види:
- Лорі моренговий (Pseudeos fuscata)
- Лорі-кардинал (Pseudeos cardinalis)

## Етимологія
Наукова назва роду Pseudeos походить від сполучення слова дав.-гр. ψευδος — несправжній і наукової назви роду Червоний лорі (Eos Wagler, 1832).